# Anja Vida Lukšić
Anja Vida Lukšić (* 18. Juni 2000 in Zagreb) ist eine kroatische Handballspielerin. Ihre Position ist der linke Rückraum.
Anja Vida Lukšić stammt aus einer Handballfamilie. Ihre Oma Mirjana Ognjenović gewann bei den Olympischen Sommerspielen 1984 in Los Angeles mit der Mannschaft Jugoslawiens die Goldmedaille, der Onkel Miran Ognjenović war Profi in Italien und ist mittlerweile Trainer in der ersten Handballliga Kroatiens. Sie begann nach der Schule mit dem Studium an der Pharmazeutischen Hochschule von Zagreb und studiert mittlerweile Bewegungswissenschaft an der Universität Zagreb.

## Hallenhandball
Lukšić spielte in der Jugend zunächst für ŽRK Colapis, seit 2013 für ŽRK Trešnjevka Zagreb. Für ŽRK Trešnjevka spielte sie sowohl in den obersten Nationalen Ligen ihrer jeweiligen Altersklasse, als auch schon früh in der dritten Frauenliga Kroatiens. Schon im Alter von 16 Jahren debütierte sie in der ersten Liga und erzielte in den beiden ersten Jahren mehr als 150 Tore. 2017 verlor sie mit der Mannschaft das Finale um den kroatischen Pokal gegen ŽRK Podravka Koprivnica. Seit 2019 spielt sie für ŽRK Lokomotiva Zagreb.
Lukšić gehörte dem Kader der kroatischen U-19-Nationalmannschaft an und nahm an der U-19-Handball-Europameisterschaft der Frauen 2019 in Ungarn teil, bei der Kroatien den zehnten Rang belegte.

## Beachhandball

### Juniorinnen
Zudem ist Lukšić seit 2016 als Beachhandballspielerin aktiv. Hier spielt sie für MHC Dubrava, ein Team auf der kroatischen und europäischen Sommertour. Beim EBT-Turnier in Moskau wurde die Mannschaft 2019 Zweite nach einer Finalniederlage gegen die europäische Spitzenmannschaft Multichem Szentendrei NKE aus Ungarn. 2019 gewann sie mit ihrer Mannschaft die kroatische Meisterschaft.
Schon 2016 rückte Lukšić in die kroatische Junioren-Nationalmannschaft im Beachhandball auf und nahm in Nazaré an den U-16-Junioreneuropameisterschaften 2016 teil. In einer ausgeglichenen Vorgruppe, in der Portugal überragte, wurde Kroatien nach einer klaren Niederlage gegen die Portugiesinnen trotz zehn Punkten von Lukšić, einer Niederlage gegen die Ukraine im Shootout und einem Sieg im letzten Gruppenspiel gegen Rumänien Gruppenzweite. Das Viertelfinale wurde nach zwei hart umkämpften Sätzen gegen Norwegen verloren. In den Platzierungsspielen wurde man am Ende nach einem Sieg über Italien und einer Niederlage gegen Ungarn Sechste. In der Mannschaft Kroatiens standen bei diesem Turnier schon Nika Vojnović, Rea Banić und Ana Malec im Aufgebot, in Ungarns Mannschaft spielten Gréta Hadfi, Csenge Braun, Rebeka Benzsay, Dorottya Gajdos, Sára Léránt und Réka Király, bei den Niederländerinnen Lisanne Bakker, Lynn Klesser und Amber van der Meij. Zwei Jahre später sollten sie alle zu den Spitzenspielerinnen beim ersten olympischen Auftritt des Beachhandballs gehören.
Bei den U-17-Junioreneuropameisterschaften 2017 im Jahr darauf gehörte Lukšić erneut zum Aufgebot. Nach Niederlagen gegen Russland, Litauen, Portugal und Spanien gewann man das abschließende Vorrundenspiel gegen die Schweiz und wurde Vorletzter in der Gruppe. Bei den folgenden Platzierungsspielen unterlag man nach einem Sieg gegen Polen im Spiel um Rang neun der Ukraine und wurde Zehnte. Das nächste Großereignis wurden die Juniorenweltmeisterschaften 2017 in Flic-en-Flac auf Mauritius. Lukšić verlor mit ihrer Mannschaft alle Spiele der Vorrunde, gegen die Niederlande, Argentinien, Ungarn sowie Taiwan (Chinese Taipei). Erst bei den Platzierungsspielen konnte Kroatien zunächst gegen Gastgeber Mauritius, dann gegen Venezuela und Paraguay mit Erfolgen das Turnier beschließen und am Ende 9. werden. In Montenegro nahm Lukšić zum dritten Mal an Junioreneuropameisterschaften (U18) teil. Nach einer Niederlage gegen Portugal gewann Kroatien die beiden folgenden Spiele der Gruppe gegen Rumänien und Frankreich. Im Viertelfinale traf man einmal mehr auf die Niederlande und unterlag in zwei Durchgängen. Die beiden folgenden Platzierungsspiele gegen Spanien und die Ukraine wurden im Shootout verloren, Kroatien schließlich Achte.

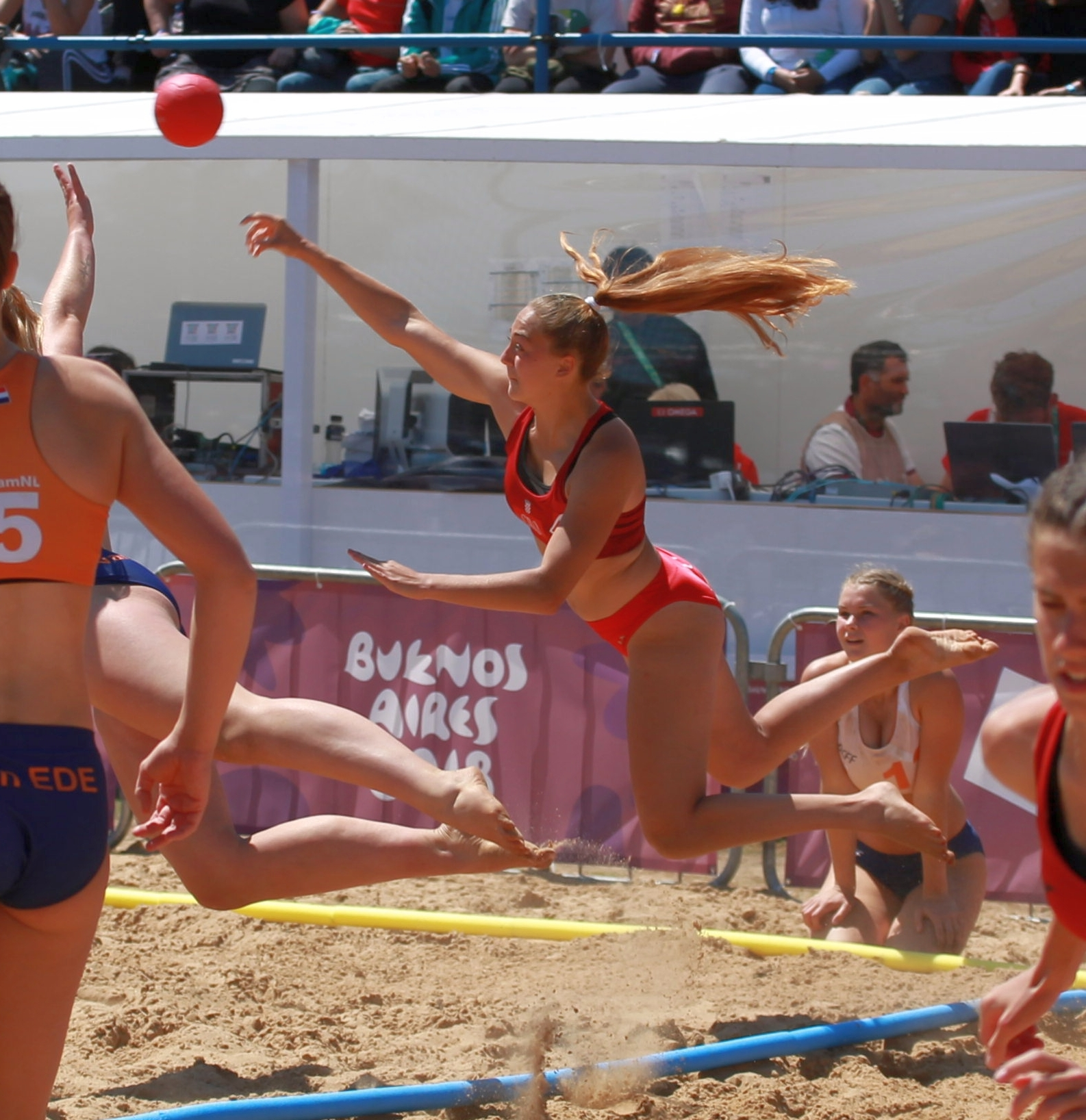
Lukšić beim Wurf im Halbfinalspiel der Olympischen Jugendspiele gegen die Niederlande

Im Herbst erreichte Lukšić ihren bis dato sportlichen Höhepunkt. Obwohl sich Kroatien bei der Juniorenweltmeisterschaft im Vorjahr nicht für die Olympischen Jugend-Sommerspiele 2018 von Buenos Aires qualifizieren konnte, rückten die Kroatinnen nach Absagen der Mannschaften Spaniens und Portugals nach. Das erste Gruppenspiel gegen Mauritius wurde klar gewonnen, Lukšić steuerte sieben Punkte bei. Auch die beiden folgenden Spiele gegen Russland und Taiwan gewannen die Kroatinnen und entwickelten sich zu einem Mitfavoriten auf den Titel dieser hier erstmals im Rahmen eines olympischen Turniers ausgetragenen Sportdisziplin. Gegen Russland erzielte Lukšić 23 Punkte, ein überaus hoher Wert für ein Beachhandballspiel. Nach einer Niederlage gegen den oftmaligen Konkurrenten der Vorjahre, Ungarn, folgte zum Abschluss der Vorrunde ein Sieg gegen die Mannschaft aus Amerikanisch-Samoa. In der Hauptrunde verloren die Kroatinnen gegen zwei der weiteren Titelfavoritinnen neben den Ungarinnen, gegen Argentinien und die Niederlande. In beiden Spielen unterlag man im Shootout und in beiden Spielen erzielte Lukšić zehn Punkte, womit sie neben Ana Malec erfolgreichste Scorerin war. Im letzten Vorrundenspiel gegen Paraguay, das Kroatien siegreich bestritt, war sie mit 12 Punkten wieder beste Scorerin. Im Halbfinalspiel setzte sich Kroatien mit einem Sieg in beiden Durchgängen klar gegen die favorisierten Niederländerinnen durch, Lukšić erzielte mit 15 Punkten erneut die meisten ihres Teams. Im Finale konnte Kroatien den entfesselt aufspielenden Gastgeberinnen nichts entgegensetzen und unterlag mit 0:2 Durchgängen. Auch in diesem Spiel war Lukšić mit 12 Punkten die mit weitem Abstand beste Schützin ihrer Mannschaft. Mit ihrer Mannschaft gewann sie damit die erste olympisch vergebene Silbermedaille im Beachhandball. Mit 108 Punkten war sie hinter Anna Iwanowa (Russland, 116), Lynn Klesser (Niederlande, 115) und Lin Pin-chun (Taiwan, 113) zudem die viertbeste Scorerin des gesamten Turniers und erzielte fast 40 Punkte mehr als die zweitbeste Kroatin Ana Malec. Mit dieser sowie Nika Vojnović und Rea Banić bildete sie eine überaus erfolgreiche Angriffsformation mit zusammen 278 erzielten Punkten. Für ihre Leistung wurde die Mannschaft mit dem Nagrada Dražen Petrović (Dražen-Petrović-Preis) des Kroatischen Olympischen Komitees ausgezeichnet.

### Frauen

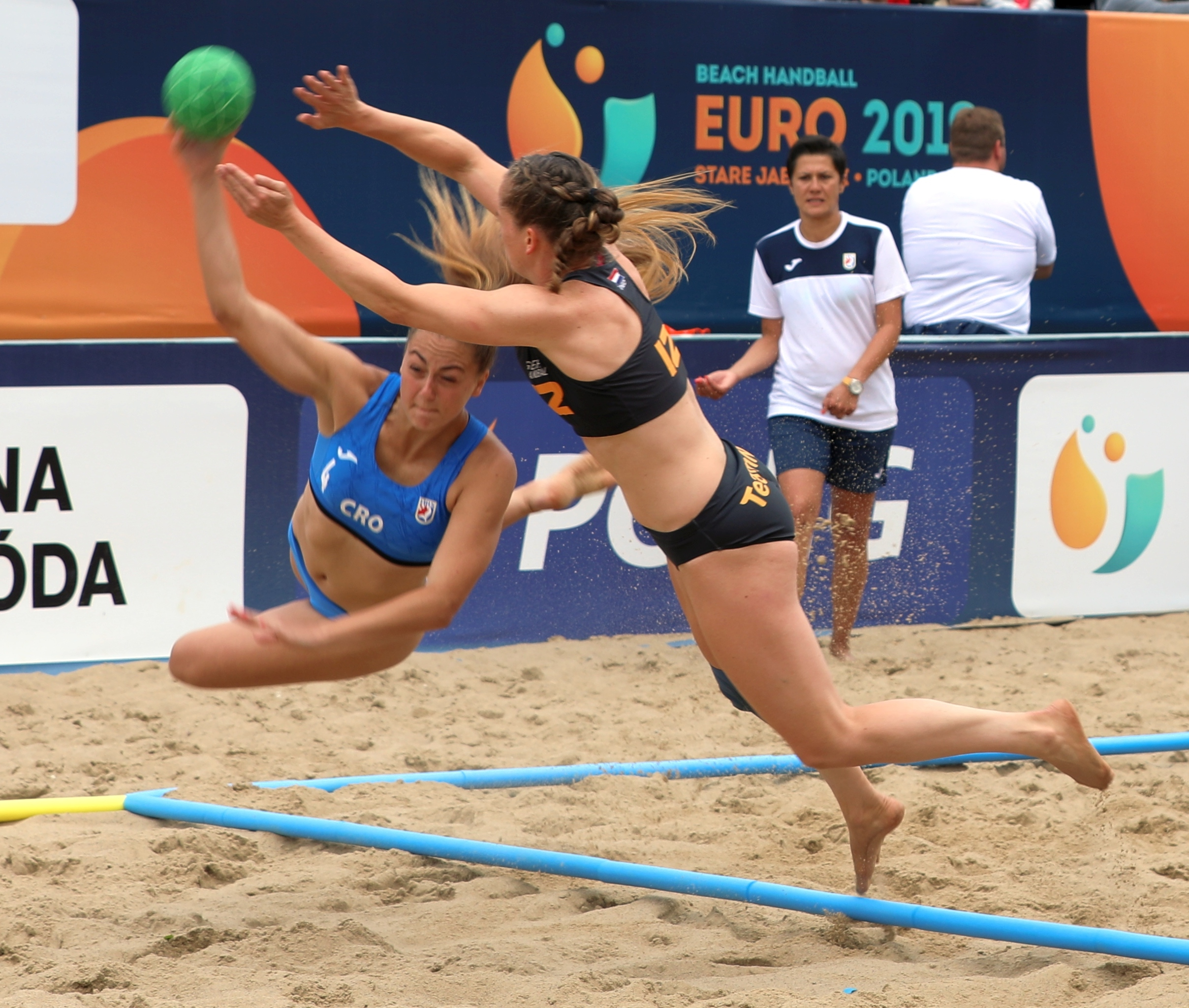
Lukšić beim Torabschluss im Spiel um die Bronzemedaille bei der Euro 2019 gegen die Niederlande

2019 wurde Lukšić in den Kader der A-Nationalmannschaft berufen. Sie gehörte zum Aufgebot Kroatiens für die Beachhandball Euro 2019 in Stare Jabłonki, wo sie sich schnell zu einer tragenden Säule des Teams entwickelte. In einer ausgeglichenen Vorrundengruppe A traf Kroatien auf die Mitfavoriten Niederlande und Norwegen sowie auf die Außenseiter Türkei und Rumänien. Im kroatischen Kader stand neben Lukšić noch die Torhüterin Petra Lovrenčević vom Kader der Olympischen Jugendspiele zum Aufgebot, die Niederlande setzten auf Lisanne Bakker, Anna Buter, Amber van der Meij und Marit van Ede, Lynn Klesser fiel erst kurz vor dem Turnier aus dem Kader. Die Türkei setzte unter anderem auf die YOG-Spielerin Dilek Yılmaz. Nach einer Niederlage zum Auftakt gegen Norwegen, bei der Lukšić neben Katja Heraković mit acht Punkten beste kroatische Werferin war, folgte ein Sieg im Shootout gegen die Niederlande, ein Sieg gegen Rumänien und die Türkei. Als Drittplatzierte der Vorrunde zog man in die Hauptrunde ein. Hier wurden nacheinander Ungarn, Portugal und die gastgebenden Polinnen bezwungen. Gegen Ungarn – angetreten mit den Jugend-Olympia-erfahrenen Rebeka Benzsay, Csenge Braun, Gréta Hadfi, Réka Király, Gabriella Landi sowie der in Buenos Aires als Assistenztrainerin fungierenden Torhüterin Ágnes Győri – wie auch gegen Portugal war Lukšić mit dem hohen Wert von jeweils 16 Punkten einmal mehr beste Schützin ihrer Mannschaft. Als Erste der Hauptrunde zogen die Kroatinnen in das Halbfinale ein, wo sie erneut auf die Gegnerinnen aus der Vorrunde, die Norwegerinnen trafen. Gegen die Nordeuropäerinnen verloren die Kroatinnen das Spiel in zwei Durchgängen, Lukšić war mit zehn Punkten wieder beste Werferin des Spiels. Auch das Spiel um den dritten Platz wurde gegen die Niederlande verloren.

## Erfolge
Olympische Jugendspiele
- 2018: Silber

Beachhandball-Europameisterschaften
- 2019: Vierte

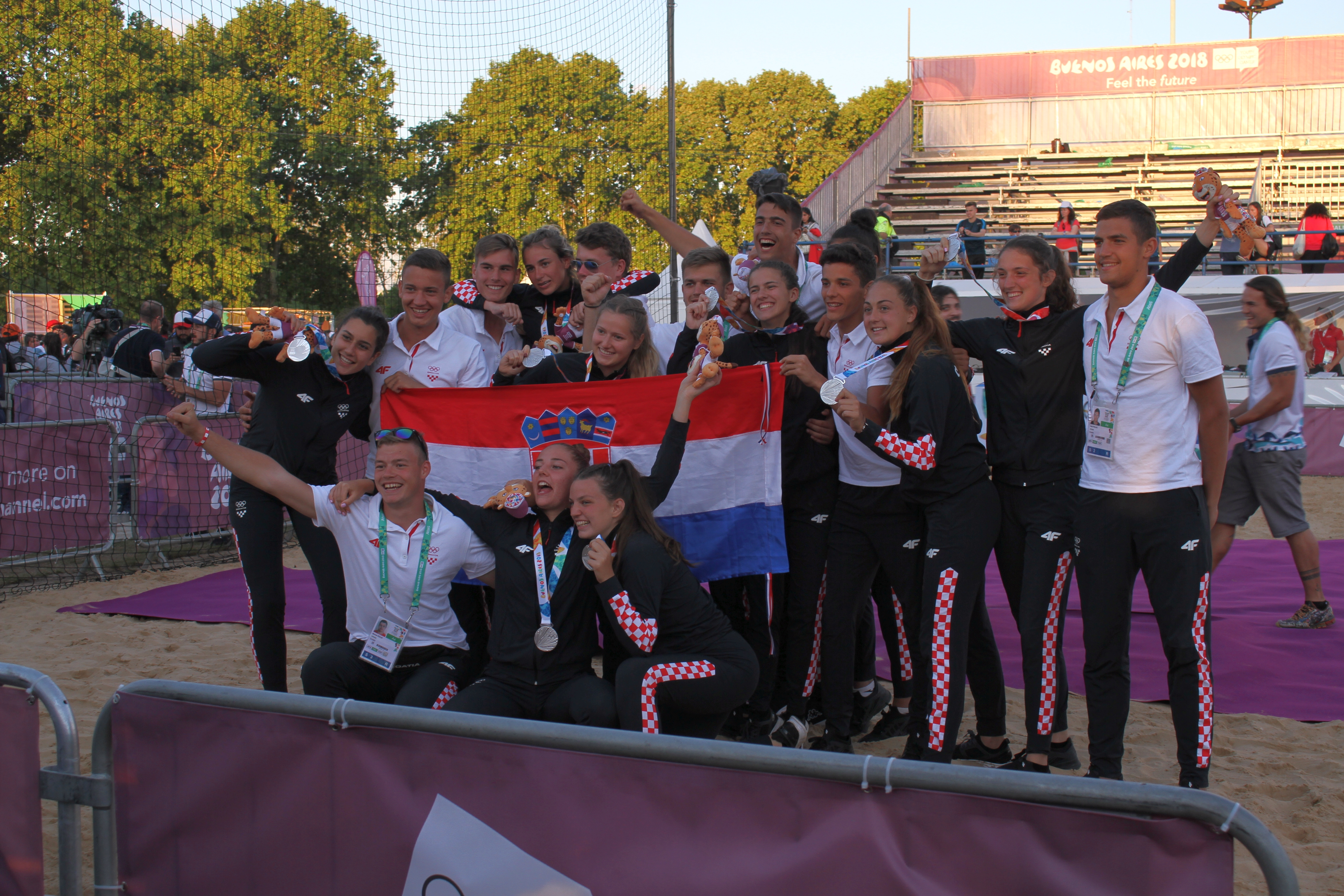
Die kroatischen Jungen- und Mädchenmannschaften feiern die Silbermedaille der Mädchen: Lukšić zweites Mädchen von rechts

Kroatische Beachhandball-Meisterschaften
- 2019: Sieger

## Einzelbelege
1. ↑  Hrvatski rukomet, Anja Vida Lukšić. Abgerufen am 19. Juni 2020.
2. ↑  Hrvatski rukometni savez - rezultati. Abgerufen am 19. Juni 2020.
3. ↑  Anja Vida brani boje Hrvatske u Argentini. In: Karlovački.hr. 15. Oktober 2018, abgerufen am 19. Juni 2020.
4. ↑  Hrvatski rukometni savez - rezultati. Abgerufen am 13. Juni 2021.
5. ↑  [ RASPUCAVANJE ] Anja Vida Lukšić: “Rukomet na pijesku je vrlo atraktivan i sport pun zabave“. In: Rukomet na pijesku u Hrvatskoj. Abgerufen am 19. Juni 2020 (kroatisch).
6. ↑  FROM RUSSIA WITH SILVER. Archiviert vom Original (nicht mehr online verfügbar) am 19. Juni 2020; abgerufen am 19. Juni 2020.
7. ↑  CROATIAN CHAMPIONS FOR THE THIRD TIME. Archiviert vom Original am 22. Juni 2020; abgerufen am 20. Juni 2020.
8. ↑  European Handball Federation - 2016 Women's ECh Beach Handball 16 / Match Details. Abgerufen am 19. Juni 2020 (englisch).
9. ↑  European Handball Federation - 2016 Women's ECh Beach Handball 16 / Match Details. Abgerufen am 19. Juni 2020 (englisch).
10. ↑  European Handball Federation - 2016 Women's ECh Beach Handball 16 / Match Details. Abgerufen am 19. Juni 2020 (englisch).
11. ↑  European Handball Federation - 2016 Women's ECh Beach Handball 16 / Match Details. Abgerufen am 19. Juni 2020 (englisch).
12. ↑  European Handball Federation - 2016 Women's ECh Beach Handball 16 / Final Tournament. Abgerufen am 19. Juni 2020 (englisch).
13. ↑  admin: Croatian teams waiting for the EURO | BH Euro 2017 YAC. Abgerufen am 20. Juni 2020 (amerikanisches Englisch).
14. ↑  Competition summary | BH Euro 2017 YAC. Abgerufen am 19. Juni 2020 (amerikanisches Englisch).
15. ↑  Competition summary | BH Euro 2017 YAC. Abgerufen am 19. Juni 2020 (amerikanisches Englisch).
16. ↑  European Handball Federation - 2018 Women's ECh Beach Handball 18 / Match Details. Abgerufen am 19. Juni 2020 (englisch).
17. ↑  European Handball Federation - 2018 Women's ECh Beach Handball 18 / Match Details. Abgerufen am 19. Juni 2020 (englisch).
18. ↑  European Handball Federation - 2018 Women's ECh Beach Handball 18 / Match Details. Abgerufen am 19. Juni 2020 (englisch).
19. ↑  European Handball Federation - 2018 Women's ECh Beach Handball 18 / Match Details. Abgerufen am 19. Juni 2020 (englisch).
20. ↑  European Handball Federation - 2018 Women's ECh Beach Handball 18 / Final Tournament. Abgerufen am 19. Juni 2020 (englisch).
21. ↑  Improvements made, hopes for another dream to come true. Abgerufen am 20. Juni 2020 (amerikanisches Englisch).
22. ↑  Rousing success on the sand - Olympic News. 20. April 2020, abgerufen am 20. Juni 2020 (englisch).
23. ↑  2018 Summer Youth Olympics Official Result Book Beach handball
24. ↑  Iva Habek: Dodijeljene nagrade Dražen Petrović: Ovo su imena najboljih mladih sportaša u Hrvatskoj. In: Srednja.hr. 11. September 2019, abgerufen am 20. Juni 2020 (kroatisch).
25. ↑  European Handball Federation - 2019 Women's ECh Beach Handball / Match Details. Abgerufen am 19. Juni 2020 (englisch).
26. ↑  European Handball Federation - 2019 Women's ECh Beach Handball / Match Details. Abgerufen am 19. Juni 2020 (englisch).
27. ↑  European Handball Federation - 2019 Women's ECh Beach Handball / Match Details. Abgerufen am 19. Juni 2020 (englisch).
28. ↑  European Handball Federation - 2019 Women's ECh Beach Handball / Match Details. Abgerufen am 19. Juni 2020 (englisch).
29. ↑  European Handball Federation - 2019 Women's ECh Beach Handball / Match Details. Abgerufen am 19. Juni 2020 (englisch).
30. ↑  European Handball Federation - 2019 Women's ECh Beach Handball / Match Details. Abgerufen am 19. Juni 2020 (englisch).
31. ↑  European Handball Federation - 2019 Women's ECh Beach Handball / Match Details. Abgerufen am 19. Juni 2020 (englisch).
32. ↑  UltraSports: Denmark have two shots at gold at Beach Handball EURO 2019 | UltraSports.TV. Archiviert vom Original am 21. Juni 2020; abgerufen am 19. Juni 2020 (amerikanisches Englisch).
33. ↑  European Handball Federation - 2019 Women's ECh Beach Handball / Match Details. Abgerufen am 19. Juni 2020 (englisch).

| Personendaten    | Personendaten                                   |
| ---------------- | ----------------------------------------------- |
| NAME             | Lukšić, Anja Vida                               |
| ALTERNATIVNAMEN  | Luksic, Anja Vida; Lukšić, Anja                 |
| KURZBESCHREIBUNG | kroatische Handball- und Beachhandballspielerin |
| GEBURTSDATUM     | 18. Juni 2000                                   |
| GEBURTSORT       | Zagreb                                          |